# Esposizione internazionale dell'industria della difesa
L'Esposizione internazionale dell'industria della difesa (International Defence Industry Exhibition) è il più grande evento dedicato a mezzi e attrezzature militari in Europa. Istituito nel 1993, si tiene attualmente ogni anno presso il Targi Kielce di Kielce, in Polonia.

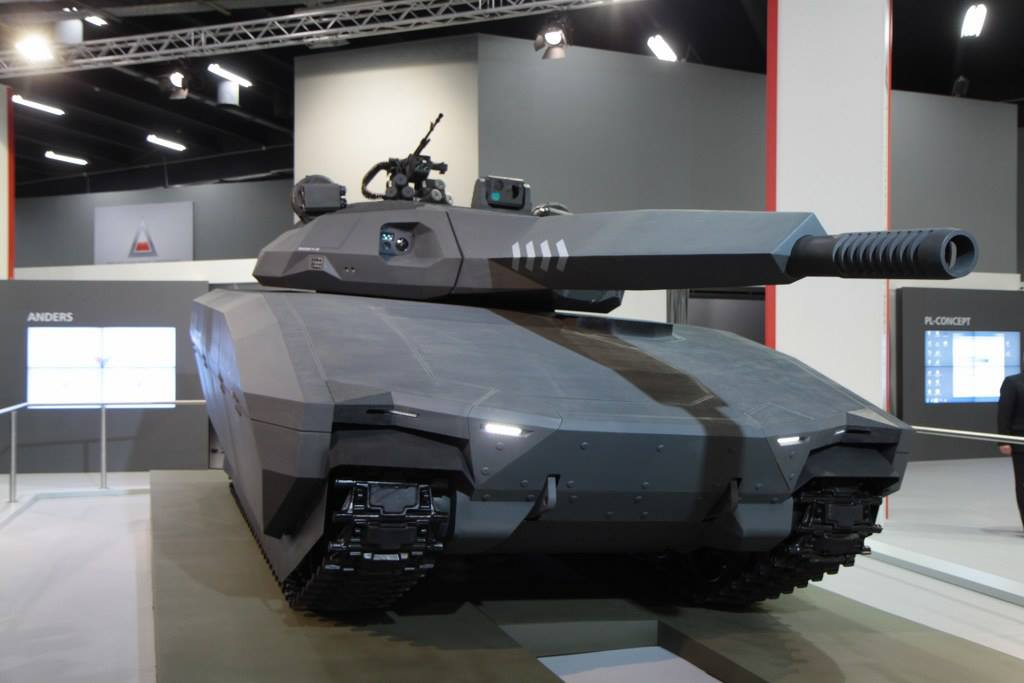
Progetto del PL-01 all'esposizione del 2013

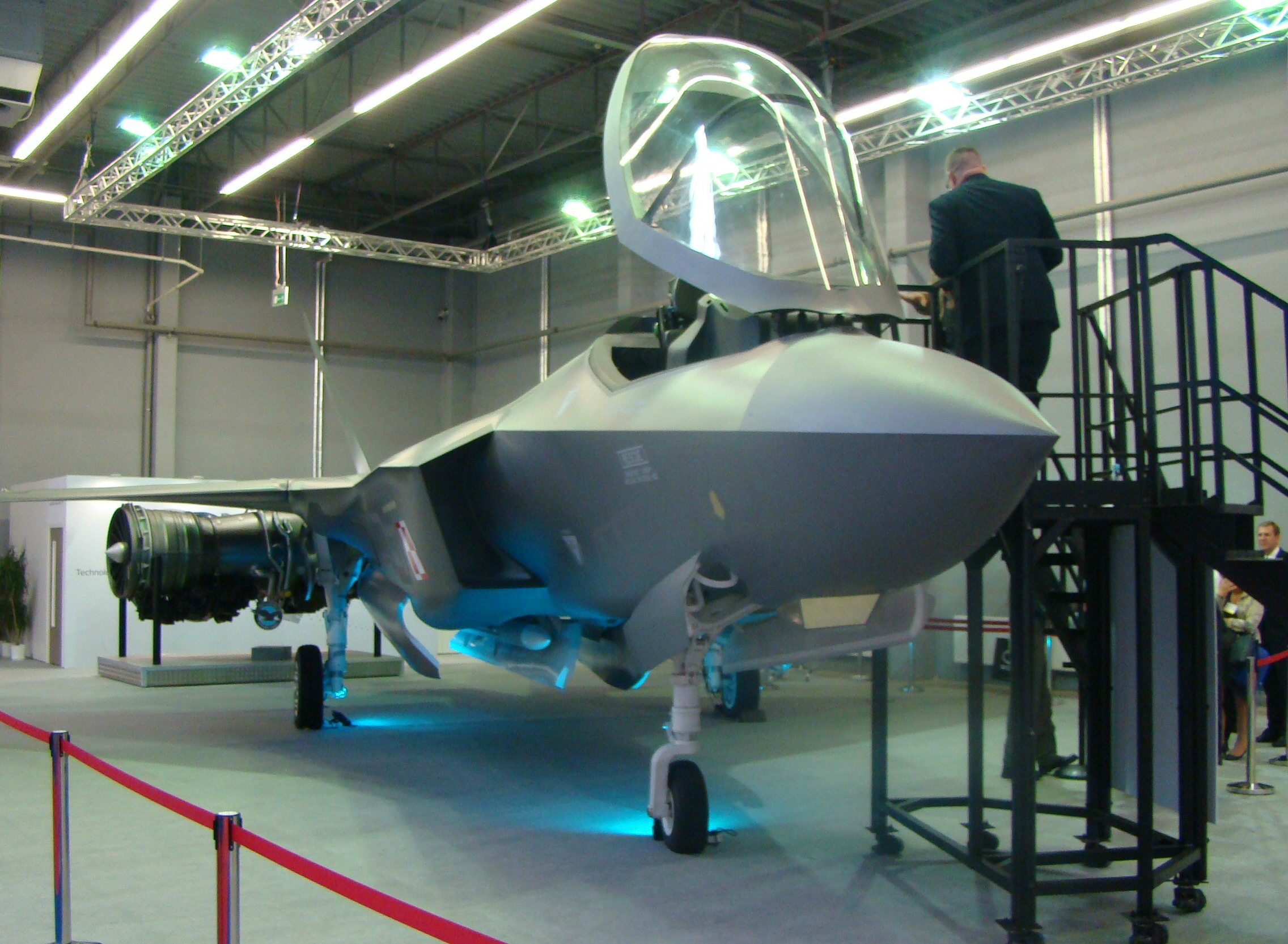
F-35 all'esposizione del 2019

## Espositori
I principali espositori sono:
- Leonardo;
- Raytheon;
- OBRUM;
- Bell Helicopter Textron;
- Lockheed Martin;
- General Dynamics [2]

## Mostra
Gli stand espositivi dei leader dell'industria della difesa polacca e globale mostrano:
- elicotteri;
- caccia;
- mezzi corazzati;
- razzi;
- attrezzature e materiali per truppe chimiche;
- armamenti e attrezzature per l'aviazione;
- sistemi di difesa aerea per le forze di difesa aerea e la marina;
- progetti di comunicazione e ICT all'avanguardia;
- apparecchiature radio-elettroniche e optoelettronica;
- prodotti alimentari e sistemi di preparazione, stoccaggio e trasporto degli alimenti.[1]